# Ceretta (San Maurizio Canavese)
Ceretta è una frazione del comune di San Maurizio Canavese.

## Geografia fisica
La frazione Ceretta è collocata nella pianura del basso Canavese, a poco più di 300 metri di quota, tra il centro comunale di San Maurizio e la Stura di Lanzo. La zona è tradizionalmente coltivata a prato e seminativi. In direzione della Stura si trovano alcuni specchi d'acqua chiamati Laghi di Ceretta nei quali si può praticare la pesca sportiva.
La zona si trova al di sopra di una grossa falda acquifera, infatti la frazione è soggetta a continui controlli da parte delle autorità competenti per evitare lo sprofondamento del terreno altamente friabile.

## Infrastrutture e trasporti
La frazione Ceretta è servita da due strade provinciali, la n. 14 (di Ceretta Inferiore) e la n. 15 (di Ceretta Superiore).

## Storia

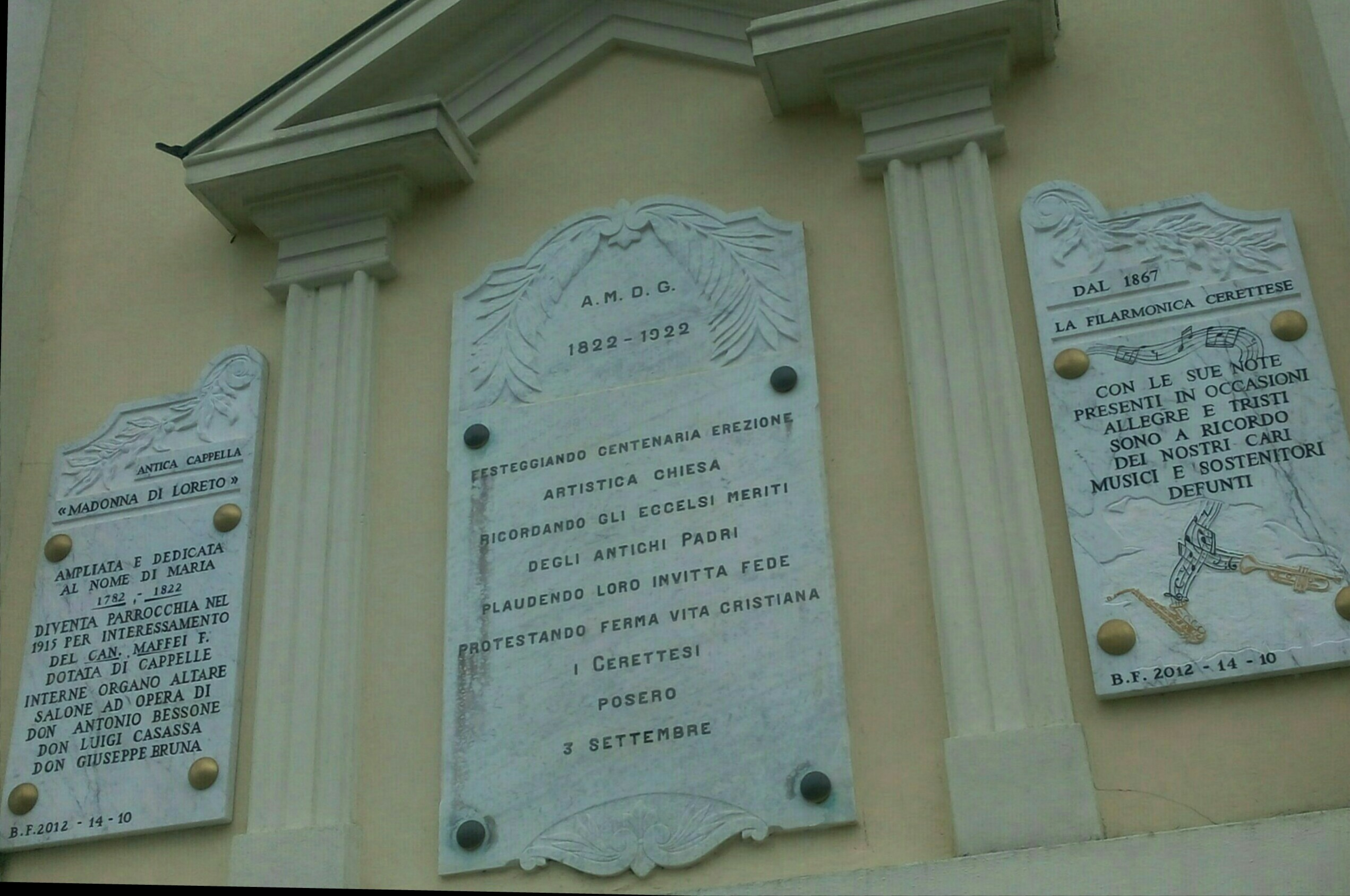
Lapide in memoria dei caduti

La zona nel Basso Medioevo ricadeva in buona parte nei domini della nobile famiglia degli Arcour, che a Ceretta possedevano 150 giornate di terreno.
Nel 1961 il paese contava 312 abitanti, ma ha visto nel secondo dopoguerra una forte espansione urbanistica.
Tra le associazioni del paese è degna di nota la Filarmonica Cerettese, una società musicale attiva fin dal 1867.

## Edifici di pregio
- Chiesa parrocchiale del SS. Nome di Maria: si tratta di un edificio che nel XVI secolo sostituì una cappella campestre più antica, dedicata alla Madonna di Loreto e della quale si hanno notizie documentali fin dal 1556. La chiesa attuale fu nel tempo ingrandita e venne elevata a parrocchia autonoma nel 1915. Il campanile fu anch'esso costruito al posto di una precedente torre campanaria, abbattuta nel 1760 perché pericolante.[7]